# Parasilvanus pulcher
Parasilvanus pulcher is een keversoort uit de familie spitshalskevers (Silvanidae). De wetenschappelijke naam van de soort werd in 1905 gepubliceerd door Antoine Henri Grouvelle.